# بی‌ام‌پی-۲
بی‌ام‌پی-۲ نوعی خودرو جنگی پیاده‌نظام طراحی و ساختِ شوروی است که در دهه ۱۹۸۰ با ارتقا و بهبود بی‌ام‌پی-۱ معرفی شد.
بی‌ام‌پی۲ به‌طور کلی مشابه بی‌ام‌پی-۱ بود و مهمترین تفاوت‌های آن را می‌توان این موارد دانست:
- جایگزینی برجک یک‌نفره بی‌ام‌پی-۱ با یک برجک بزرگتر دونفره که در آن توپ مسلسل ۳۰ م‌م 2A42 جایگزین توپ کم‌فشار ۷۳ م‌م و موشک‌های ضدتانک آتی-۴ فاگوت و آتی-۵ کنکورس جایگزین موشک قدیمی آتی-۳ (مالیوتکا) شده بودند.
- ظرفیت حمل سرباز خودرو یک نفر کاهش یافته و به هفت نفر رسیده بود.
- در بی‌ام‌پی-۱ چهار دریچه روی سقف در قسمت سربازان وجود داشت ولی در بی‌ام‌پی-۲ فقط دو دریچه.
- زره بی‌ام‌پی-۲ کمی تقویت شده بود.

بی‌ام‌پی مخفف واژه روسی بویوایا ماشینا پخوتی (Боевая Машина Пехоты) به معنی خودرو جنگی پیاده‌نظام است که به نامی عمومی برای توصیف این گروه از خودروهای زره‌پوش جنگی تبدیل شده‌است.

## کاربران
- افغانستان
- الجزایر
- آنگولا
- ارمنستان
- بلاروس –
- ساحل عاج –
- جمهوری چک –
- فنلاند –
- گرجستان –
- هند -

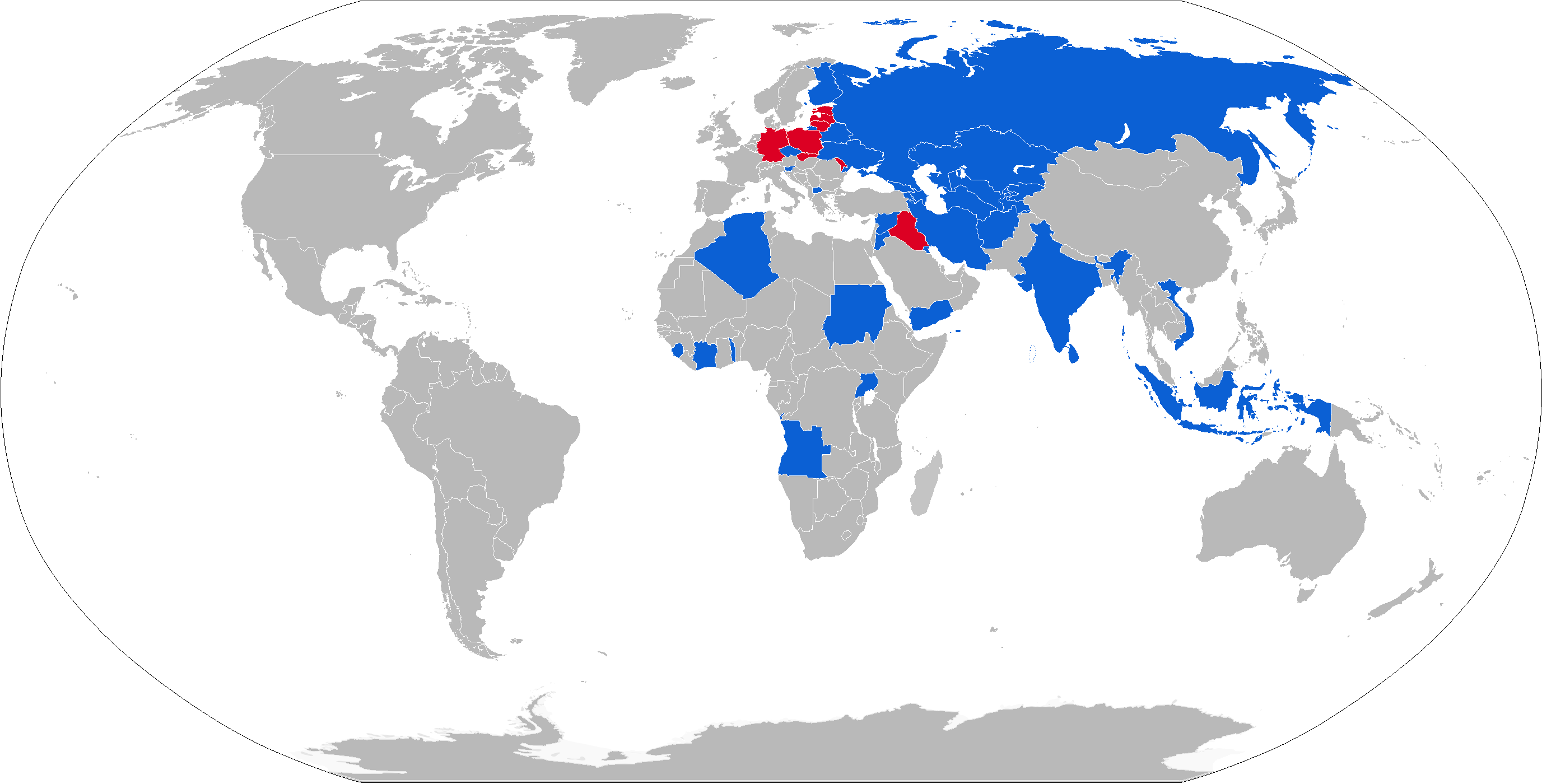
کاربران بی‌ام‌پی-۲ (کاربران سابق به رنگ قرمز)

- ایران –۴۴۸ فروند (در ایران نیز با مجوز روسیه با نام ذوالجناح تولید میشود.)
- اندونزی –
- اردن –
- قزاقستان –
- کویت
- قرقیزستان – ۱۰۱
- مقدونیه شمالی – ۱۱
- روسیه
- سیرالئون - ۱۲ دستگاه فعال
- اسلواکی - ۹۳
- سری‌لانکا –
- سودان –
- سوریه – ۱۰۰ دستگاه در ۱۹۸۷ و ۸۸ تحویل داده شد
- تاجیکستان –
- توگو –
- ترکمنستان
- اوگاندا –
- اوکراین –۱۴۰۰ دستگاه فعال
- ازبکستان –
- ویتنام –
- یمن

### کاربران سابق
- چکسلواکی –
- آلمان شرقی –
- آلمان غربی/ آلمان –
- عراق -
- لهستان –
- شوروی